# Condrieu
Condrieu település Franciaországban, Rhône megyében. Lakosainak száma 3945 fő (2022. január 1.). Condrieu Tupin-et-Semons, Chonas-l’Amballan, Les Roches-de-Condrieu, Saint-Clair-du-Rhône, Saint-Prim, La Chapelle-Villars, Vérin, Les Haies és Longes községekkel határos.

## Népesség
A település népességének változása:
| Lakosok száma | 3873 | 3883 | 3949 | 3897 | 3927 | 3957 | 3949 | 3933 | 3945 |
|               | 2013 | 2015 | 2016 | 2017 | 2018 | 2019 | 2020 | 2021 | 2022 |